# Igreja Católica na Grécia
A Igreja Católica na Grécia faz parte da Igreja Católica universal, sob a direção espiritual do Papa e da Cúria Romana.
Os gregos católicos são uma minoria religiosa e não étnica.

## História
A história da Grécia com o cristianismo retrocede ao século I, marcada pela pregação do Apóstolo Paulo, registrada nos Atos dos Apóstolos. A região passou para a jurisdição do Patriarcado de Constantinopla em 732, e com o Grande Cisma do Oriente, a Grécia tornou-se definitivamente parte da Ortodoxia. A Igreja da Grécia, autocéfala desde 1850, é a Igreja oficial do Estado e a religião da esmagadora maioria dos gregos.
O status legal da Igreja Católica na Grécia independente foi formulado no Terceiro Protocolo de Londres de 1830, assinado pelo novo estado e seus poderes protetores França, Rússia e Grã-Bretanha. Este protocolo garantiu a liberdade, igualdade e propriedade dos católicos gregos nas Cíclades e a livre existência da Igreja Católica na Grécia. Em 1864, após a unificação das Ilhas Jónicas com a Grécia, a validade do Protocolo de Londres foi estendida para cobrir os católicos das novas terras. Foram garantidos a liberdade de culto, reconhecimento da propriedade católica, igualdade total para os católicos gregos e autonomia administrativa da Igreja Católica. Além disso, o estado grego prometeu não intervir na nomeação do clero católico pela Santa Sé e fornecer a eles total liberdade e proteção na execução de seus deveres, conforme a lei grega.
Apesar dessas salvaguardas, a Igreja Católica continuou enfrentando vários obstáculos legais no livre; o maior problema é o reconhecimento legal das circunscrições eclesiásticas fundadas após o Protocolo de 1830. O Protocolo forneceu a base legal das relações entre o estado grego e a Igreja Católica até o fim da Primeira Guerra Mundial. Vários tratados internacionais assinados pela Grécia no século XX forneceram a base para a proteção de todos os tipos de minorias dentro da Grécia. Esses foram os Tratados de Sèvres (1920) e o de Lausanne (1923) e a Convenção de Roma (1950). O Tratado de Sèvres não aboliu a validade do Protocolo de Londres, mas cancelou a capacidade da França, Rússia e Grã-Bretanha como poderes protetores da Grécia. Embora esse Tratado desse à Igreja Católica liberdade substancial, o direito de definir suas províncias eclesiásticas e os deveres de seus clérigos nelas, o estado grego, ao se recusar a reconhecer as províncias criadas após 1830, devido à oposição da liderança cristã ortodoxa, anulou a validade do tratado. A Convenção Europeia de 1950 para a Proteção dos Direitos Humanos, ratificada pela Grécia, codifica ainda mais os direitos das minorias.

### Atualmente
As Constituições gregas têm argumentado a inviolabilidade da consciência religiosa, a liberdade de desfrutar de todos os direitos individuais e políticos, independentemente das crenças religiosas, e a livre adoração de todas as religiões "conhecidas" (situação de alguns grupos que torna possível adorar livremente e ter um reconhecimento constitucional). Contudo, a implementação dos instrumentos nacionais e internacionais para a proteção da liberdade de religião e crença ficou aquém das condições estabelecidas pela existência de uma religião "predominante" e pela incapacidade dos governos de agir em termos de um estado moderno secular.
A Igreja Católica se recusa a ser considerada uma pessoa jurídica sob direito privado ou público e tem solicitado reconhecimento por sua Lei Canônica. Em julho de 1999, após uma emenda parlamentar, o status de entidade legal de todas as instituições da Igreja Católica estabelecidas antes de 1946 foi reconfirmado. Em dezembro de 1997, o Tribunal Europeu dos Direitos Humanos condenou a Grécia por negar a uma Igreja Católica em Creta o status de pessoa jurídica, sendo impedida de usar seus direitos de propriedade. Episódios de intolerância por organizações ortodoxas extremistas também foram relatados várias vezes. Por uma lei de 2014, a Igreja Católica Romana e outros grupos adquiriram status de entidade legal religiosa, que descreve como entidades adicionais podem adquirir tal status. Em 2018, uma lei previu a instrução católica opcional em escolas públicas nas ilhas de Tinos e Syros, facilitando contratar e reter instrutores.
As relações com a Igreja Ortodoxa tem sido buscadas principalmente com a visita do Papa João Paulo II em 2001 e do Papa Francisco em 2016 e 2021, além de viagens de cardeais ao país.
Durante as últimas décadas, cresceu a presença de católicos estrangeiros residindo na Grécia, cujo número hoje talvez exceda o número de católicos gregos. A maioria são principalmente mulheres cônjuges de gregos que viveram no exterior, bem como cidadãos da União Europeia. Além disso, registra-se a “presença temporária” de outros católicos, que chegam na Grécia como refugiados.
Hoje, a população total de católicos na Grécia varia entre 133 mil a 350 mil. Os grupos mais numerosos são os poloneses (40.000) e os filipinos (45.000). Também há os católicos provenientes do Oriente Médio devido à guerra, em particular do Iraque (4 mil) e da Síria. Depois, há albaneses, búlgaros, ucranianos e armênios.
A maioria dos católicos vive em Atenas; o restante deles é encontrado em toda a Grécia. Um grande número dos católicos gregos vivem nas ilhas, e especialmente nas Cíclades, onde Syros e Tinos, em particular, têm algumas aldeias e paróquias inteiramente católicas. Há também católicos em Corfu, Naxos, Santorini, Cefalônia, Zacinto, Rodes, Cós, Creta, Samos e Quios. No continente, as comunidades católicas são menores e incluem as de Patras (cidade que abrigava uma grande comunidade italiana até Segunda Guerra Mundial), Tessalônica, Kavala, Volos, etc. Além dos católicos romanos (de rito latino) que representam a grande maioria dos fiéis, existem cerca de 2.500 fiéis da Igreja Católica Bizantina Grega, e algumas centenas da Igreja Católica Armênia, ambas em plena comunhão com a Santa Sé.
Mantém 19 escolas maternas e primárias e 8 escolas médias e secundárias, mas não administra nenhuma escola superior no país. Tem sob seus cuidados um hospital, cinco casas para idosos, inválidos ou menores, um orfanato, dois centros especiais de educação e reeducação, além de sete outras instituições.

## Organização territorial

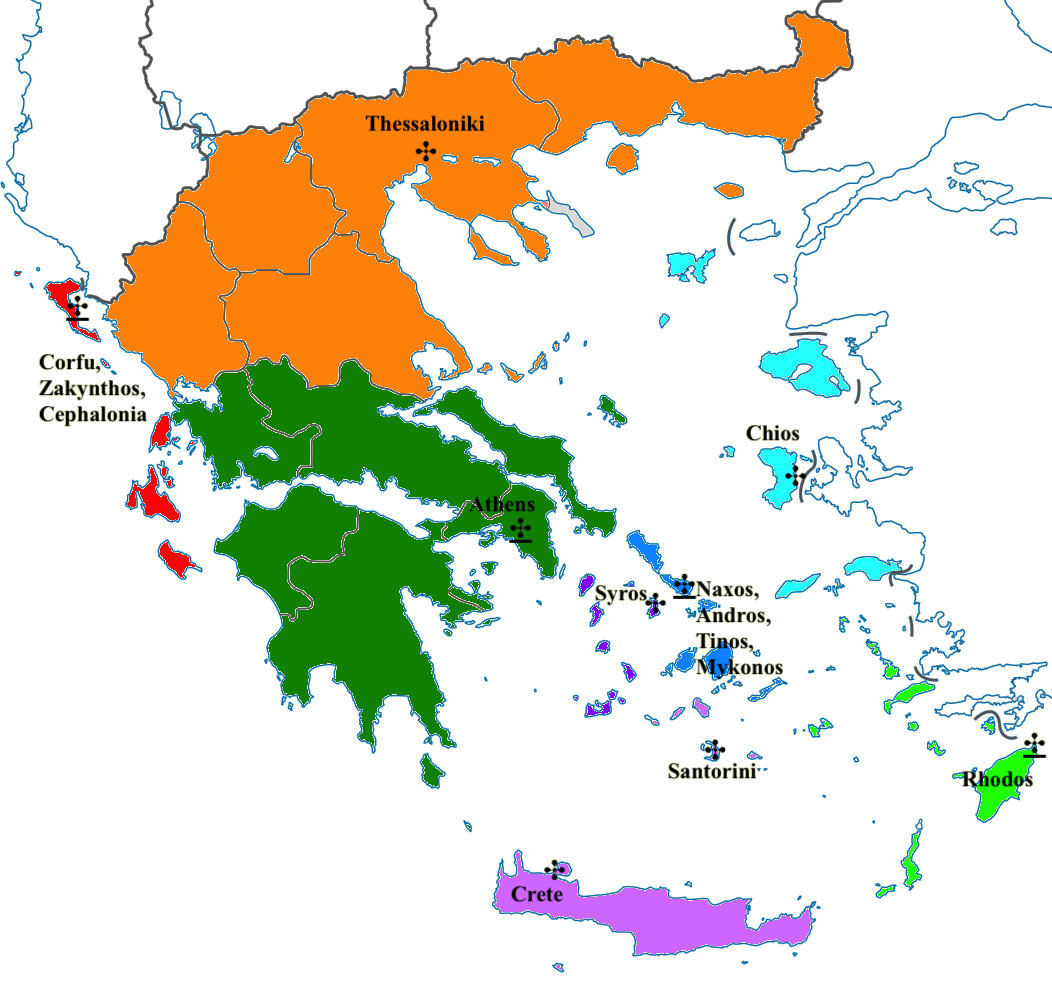
Dioceses Católicas na Grécia

### Igreja Latina
- Arquidiocese de Atenas
- Arquidiocese de Rodes
- Arquidiocese de Corfu, Zacinto e Cefalônia
- Arquidiocese de Naxos, Andros, Tinos e Míconos
  - Diocese de Quios
  - Diocese de Creta
  - Diocese de Santorini
  - Diocese de Siro e Milos
- Vicariato Apostólico de Salônica

### Igreja Católica Bizantina Grega
- Exarcado Apostólico da Grécia

### Igreja Católica Armênia
- Ordinariato para os fiéis de rito armênio na Grécia

## Papas gregos
Os seguintes papas foram gregos ou de origem grega:
- Papa Anacleto
- Papa Evaristo
- Papa Telésforo (filho de gregos)
- Papa Higino
- Papa Eleutério
- Papa Sisto II
- Papa Dionísio
- Papa Eusébio
- Papa Zósimo
- Papa Teodoro I (de família grega)
- Papa Cónon
- Papa João VI
- Papa João VII
- Papa Zacarias.

Além dos papas, foram cardeais nascidos na Grécia ou de origem grega: Basílio Bessarion; Isidoro de Kiev; Vincenzo Giustiniani; Benedetto Giustiniani; Orazio Giustiniani e São José Maria Tomasi.

## Conferência Episcopal
A Conferência dos Bispos da Grécia (em grego:  Hiera Synodos Katholikis Hierarkhias Hellados) tem como membros os seis bispos do país:
- O Arcebispo de Corfu e Administrador Apostólico de Salônica (norte da Grécia);
- O Arcebispo de Naxos-Tinos e Administrador Apostólico de Quios (centro e norte do Mar Egeu);
- O Arcebispo de Atenas e Administrador Apostólico de Rodes (centro e sul da Grécia, e Dodecaneso);
- O Bispo de Siros e Santorini e Administrador Apostólico de Creta (sul do Mar Egeu);
- O Exarca de Rito Bizantino (com sede em Atenas);
- O Ordinário do Rito Armênio (sede em Atenas).

## Nunciatura Apostólica
A Santa Sé e a Grécia têm relações diplomáticas desde 17 de julho de 1979. Mas, desde 1834, juntamente com a independência da Grécia, Roma teve seu próprio delegado apostólico no país. O atual núncio apostólico na Grécia é o Arcebispo Jan Romeo Pawłowski, desde 1 de dezembro de 2022.